# Gallersbach (Felchbach)
Der Gallersbach ist ein Bach im mittelfränkischen Landkreis Weißenburg-Gunzenhausen. 

## Verlauf
Der Gallersbach entspringt südlich von Reuth unter Neuhaus nahe der früheren Burg Neuhaus auf einer Höhe von etwa 507 m ü. NHN in einer Talbucht am Trauf der Frankenalb. Er fließt mit geringfügigen Richtungswechseln in etwa nordwestlicher Richtung und damit etwa parallel zum Engelbach, der vor ihm, und zum Ringelbach, der nach ihm in den Felchbach einfließt. Etwa halben Weges unterquert er die Staatsstraße 2389 und durchläuft danach einen Weiher. Nach einem Lauf von etwa 2,6 km mündet er auf etwa 443 m ü. NHN und gut einen Kilometer oberhalb von Enhofen von links in den Felchbach.